# Docosia pallipes
Docosia pallipes är en tvåvingeart som beskrevs av Edwards 1941. I den svenska databasen Dyntaxa används istället namnet Docosia flavicoxa. Docosia pallipes ingår i släktet Docosia och familjen svampmyggor. Arten är reproducerande i Sverige. Inga underarter finns listade i Catalogue of Life.